# إديث تولكين
إديث ماري تولكين (المعروفة أيضًا باسم إيديث ماري برات؛ 21 يناير 1889 - 29 نوفمبر 1971) كانت امرأة إنجليزية عرفت بكونها زوجة الروائي جيه. آر. آر. تولكين. كانت مصدر إلهام لشخصيات العالم الوسطى الخيالية التي خلقها تولكين، مثل «لوثين تينوفيل» و «آروين أندوميل».

## سيرتها

### نشأتها
ولدت إيديث برات في غلوستر في 21 يناير 1889. والدتها، فرانسيس برات، كانت في الثلاثين من العمر وغير متزوجة، وكانت ابنة حرفي محلي يعمل في صناعة الأحذية والجزم.
وفقًا لهمفري كاربنتر، فإن فرانسيس برات لم تتزوج أبدًا، واسم والد إديث لم يسجل في شهادة ميلادها. مع ذلك، يُقال أن فرانسيس احتفظت دائمًا بصورة له وكان اسمه معروفًا داخل عائلة برات. بالنسبة لإديث، كانت على دراية بأنها أُنجبت خارج إطار الزواج ولم تخبر أبناءها أبدًا باسم جدهم. بحسب الأبحاث اللاحقة، حُدد والد إديث على أنه ألفريد فريدريك واريلو، تاجر ورق من برمنغهام، الذي سبق وأن وظف فرانسيس برات كمعلمة خاصة لابنته نيلي واريلو. عند وفاة واريلو في عام 1891، أوجب أن تكون فرانسيس الوصي الوحيدة على وصيته.
ترعرعت إديث في هاندسوورث، ضاحية في برمنغهام، تحت رعاية والدتها وأيضًا ابنة عمتها جيني غروف (ذات الصلة بالسير جورج غروف). وفقًا لما ذكره همفري كاربنتر، كانت ظروف ولادة إديث موضوعًا تتناقله الشائعات في الحي.
توفيت فرانسيس برات عندما كانت ابنتها في سن الرابعة عشر، وأرسلت إديث إلى مدرسة ديرسدن هاوس للبنات في إيفشام. أدارت المدرسة الأخوات واتس، اللواتي درسن الموسيقى في ديرسدن. على الرغم من أن المدرسة طبقت نظامًا صارمًا جدًا، إلا أن إديث كانت دائمًا تتذكرها بالحنين. هناك في مدرسة ديرسدن هاوس حيث طوّرت إديث «حبها الكبير وموهبتها في عزف البيانو للمرة الأولى».
بعد انتهاء فترة دراستها، كان من المتوقع أن تصبح إديث عازفة بيانو للحفلات الموسيقية أو على الأقل معلمة للبيانو. بينما كانت تفكر في كيفية المضي قدمًا، وجد الوصي على إديث، المحامي ستيفن جيتلي، غرفًا لها في منزل السيدة فوكنر بشارع دوقة 37 في برمنغهام.

### التقرب
كان النزل في شارع دوقة 37 «منزلًا مظلمًا مغطى بنبات الزنجبيل ومزين بستائر رثة مخرمة». امتلكته وأدارته السيدة فوكنر، حيث كان زوجها لويس «تاجر نبيذ ذا ذوق خاص بمنتجاته». كانت السيدة فوكنر أيضًا من الروم الكاثوليك وكانت «عضوًا نشطًا» في الأبرشية الملحقة بمصلى برمنغهام القريب.
استضافت السيدة فوكنر سهرات موسيقية كانت غالبًا ما يحضرها كهنة المصلى. كانت سعيدة بوجود إديث كعازفة بيانو لمرافقة المغنين الفرديين. مع ذلك، في كل مرة حاولت فيها إديث العزف، كانت السيدة فوكنر «تتدافع إلى الغرفة بمجرد بدء المقامات والتسلسلات الموسيقية» وتقول: «الآن، إديث عزيزتي، هذا يكفي للآن».
في السنوات لاحقة، قالت إديث لأطفالها أن حياتها في شارع دوقة 37 كانت «مقيّدة إلى حد ما». في إحدى المرات، أعلنت إديث، التي «استمتعت طوال حياتها بالمسرح»، أنها ستذهب إلى عرض مسائي في المسرح الملكي. ردًا على ذلك، قالت السيدة فوكنر لها: «يجب أن تأخذي كتابًا لتقرأيه خلال الفاصل لتجنب خطر التحدث مع غرباء!».
التقت إديث بتولكين لأول مرة في أوائل عام 1908، عندما انتقل هو وشقيقه الأصغر هيلاري إلى شارع دوقة 37 برفقة وصيهم، الأب فرانسيس زافير مورغان من المصلى في برمنغهام. في ذلك الوقت، كان تولكين، المعروف باسم رونالد داخل عائلته، عمره 16 عامًا، بينما كان عمر إديث 19 عامًا. وفقًا لما ذكره همفري كاربنتر.
ترددت إديث ورونالد على محلات الشاي في برمنغهام بانتظام، وخاصةً واحد منها كان لديه شرفة تطل على الرصيف. هناك كانوا يجلسون ويقومون برمي مكعبات السكر في قبعات المارة، وينتقلون إلى الطاولة التالية عندما ينفد محتوى وعاء السكر. بالنسبة لشخصين مثلهما، لم لكن للحب بينهما إلا أن يزدهر. كان كلاهما يتيمين بحاجة إلى الحنان، واكتشفا أنهما يمكنهما تقديمه لبعضهما البعض. خلال صيف عام 1909، قررا أنهما على علاقة حب.
قبل نهاية العام، أصبحت العلاقة معروفة لوصي تولكين. حيث رأى إديث كمصدر للتشتيت عن دراسته وانزعاجه من ديانتها الأنجليكانية، لذا فرض حظرًا على أي اتصال بينهما حتى يبلغ تولكين سن الرشد القانوني في سن الواحد والعشرين.
أطاع تولكين رغمًا عنه إرادة وصيه. بدأ وصي إديث القانوني، المحامي ستيفن جيتلي، في ترتيب أمورها للانتقال إلى تشيلتنهام للإقامة مع صديق عائلتها، المحامي سي. إتش. جيسوب وزوجته.
عاشت إديث برفاهية نسبية في منزل جيسوب الواسع وكان يخدمها الخدم. على عكس منزل السيدة فوكنر، كان بإمكانها العزف على البيانو الكبير الخاص بجيسوب بحرية وبحسب ما ترغب.
عزفت إديث أيضًا على الأرغن في كنيسة أبرشية إنجلترا، التي ألقت باللوم عليها لاحقًا بسبب مشاكلها لازمتها طوال حياتها. انضمت أيضًا إلى رابطة بريمروز وحضرت اجتماعات حزب المحافظين المحلية. بصرف النظر عن القس المحلي، لم تستضف عائلة جيسوب الكثير من الزوار. باستثناء صديقتها في المدرسة مولي فيلد، شعرت إديث بالحاجة إلى رفيقة من نفس عمرها.
رغم إطلاق إديث على مضيفيها ألقاب «عم جيسوب» و«عمة جيسوب» بمحبة، إلا أنها قالت لأطفالها لاحقًا أن مضيفها كان «شخصًا صارمًا ذو طبع قوي وقلب ضعيف. كان يهيمن على زوجته، التي بدورها كانت تتوسل لإديث ألا تتجاوزه. قالت إديث إنها كانت غالبًا تعبر عن استيائها على البيانو، حيث كانت تعزف شيئًا قويًا ومثيرًا، مثل إمبرومبتو لشوبرت أو سوناتا لبيتهوفن. كما قضت ساعات طويلة في نسخ الموسيقى بدقة. بقي من ألبوماتها واحد أو اثنان يظهران ذوقها المتنوع من الموسيقى الكلاسيكية إلى الألحان الخفيفة المعاصرة في تلك الفترة».
في مساء عيد ميلاده الواحد والعشرين، كتب تولكين رسالة إلى إديث حمل فيه حبه لإديث طالبًا الزواج منها. ردت إديث قائلةً إنها دخلت في خطبة مؤخرًا مع صديق شقيق مولي، جورج فيلد، مزارع وارويكشر. لكنها ألمحت إلى أنها قد فعلت ذلك فقط لأنها شعرت أنها «على الرف» وظنت أن تولكين قد نسيها. في غضون أسبوع، سافر تولكين إلى تشيلتنهام حيث التقت به إديث في محطة القطار. في ذلك اليوم، أعادت إديث خاتم خطبتها وأعلنت خطبتها لتولكين بدلًا من ذلك.

## الزواج
وفقًا لأبناء الزوجين، جون وبريسيلا «لم يكون وصي كل منهما داعمًا، إلا أن الأب فرانسيس أعطى بالنهاية بركته للزواج».
كتب جون وبريسيلا تولكين لاحقًا أن والدهما درس في جامعة أكسفورد، «وكان الأب فرانسيس أحيانًا يأتي لزيارتهم من برمنغهام، وفي إحدى المرات رافق إديث. تذكرت إديث أن القطار توقف في بانبيري، وأصر الأب فرانسيس على شراء كعك بانبيري - الحلوى المحلية - والتي كانت دهنية للغاية. انتشر الدهن في كل مكان وسبب حالة من الارتباك».
بعد إعلانها عن خطبتها، أعلنت إديث أنها ستعتنق الكاثوليكية الرومانية بناءً على إصرار تولكين. نظرًا لمناهضة «عم جيسوب» كما معظم أفراد جيله وطبقته للكاثوليكية، قاومت إديث في البداية مطالب خطيبها نظرًا لخوفها من غضبه العارم. رغم تحفظات إديث، أثار تصرفها غضب جيسوب كما كانت تخشاه وطردها فورًا من المنزل.